# 1935年の日本競馬
1935年の日本競馬（1935ねんのにほんけいば）では、1935年（昭和10年）の日本競馬界についてまとめる。
馬齢は旧表記で統一する。
1934年の日本競馬 - 1935年の日本競馬 - 1936年の日本競馬

## できごと

### 1月 - 3月
- 1月7日 - 中山競馬倶楽部の理事会において、発走・審判などで特に問題の多い速歩競走で勝馬投票券を発売しない件を決議する[1]。
- 1月25日 - 帝国競馬協会定期総会において、上記の決議の可否についてが審議される[2]。
- 3月27日 - 農林大臣が馬政第2次計画要綱案を第3次馬政調査会で諮問し、委員会は3月29日まで審議を行った。のちに松平頼寿を委員長とする特別委員会に付託、答申案を練ることに決定する[2]。

### 7月 - 9月
- 9月5日 - 松平頼寿を委員長とする特別委員会が3日間開かれ、答申案が作成される。その「付帯希望決議」には特に競馬の統制改善につき「政府は速やかに適当の措置をとられたし」との注文を付した[2]。
- 9月 - 福島競馬倶楽部は土地収用のほとんどを終え、固定障害馬場を完成させる[1]。

### 10月 - 12月
- 10月8日 - 帝国競馬協会は第1回競馬研究会を開き、速歩競走の不正防止について協議した[2]。
- 11月28日 - 東京・中山・日本レースの3競馬倶楽部は、速歩馬の出走禁止基準について協定を結び、共通採決委員制をとりたいとの旨を認可申請する。これはいずれかの倶楽部で処罰された速歩馬が、他の2倶楽部でも一定期間出走できないようにするものであった[2]。
- 12月11日 - 帝国競馬協会の参事会が開かれ、競馬法の改正について協議、上申案が可決された[2]。
- 12月12日 - 帝国競馬協会の松平頼寿理事長が、田淵敬治畜産局長に宛てて上申書を提出する。その内容はおもに「券面金額の増加」「用地購入に際して、土地収用の途を開く」「競馬の施行について、自治を根本として統制を図ること」「場外取引（ノミ行為）の取り締まり」などであった[2]。
- 12月18日 - 第5回馬政調査会において、農林大臣は競馬の統制改善について諮問される。国営論など様々な統制論が出たが結論は出ず、来年度以降も引き続き審議されることとなる[2]。

### その他
- 小倉競馬倶楽部が春季に厩舎3棟、医務室を新設する[3]。
- 日本レース・クラブが同年の秋季競馬において2800メートル戦の「牝馬特別競走」を新設する[1]。
- 京都競馬倶楽部が同年の秋季競馬より2700メートル戦の「阪神記念アラブ系抽籤馬競走」を新設する[1]。
- この年より、中山大障碍競走に農林省賞典が下付されるようになる[1]。

## 競走成績

### 公認競馬の主な競走
- 第4回東京優駿大競走（東京競馬場・4月29日) 優勝 : ガヴアナー（騎手 : 井川為男）

### 障害競走
- 第2回中山大障碍特別（中山競馬場・4月7日）優勝 : イサハヤ（騎手 : 秋山辰治）
- 第3回農林省賞典障碍（中山競馬場・10月20日）優勝： オーシス（騎手：佐藤修）

## 誕生

### 競走馬
- 4月7日 - スゲヌマ
- 4月19日 - アステリモア
- 不明 - テツモン

### 人物
- 4月9日 - 高木嘉夫
- 7月3日 - 中尾銑治
- 8月18日 - 新関力
- 8月23日 - 大久保正陽
- 8月30日 - 古賀一隆
- 9月10日 - 北橋修二
- 11月2日 - 成宮明光
- 11月19日 - 加藤修甫
- 12月13日 - 松田正弘